# Vaspitanje i škole u doba helenizma
Helenizam je doba koje počinje Aleksandrom Velikim i Aristotelom. Osvajanja Aleksandra Makedonskog proširila su njegovo carstvo na mnoge istočne zemlje. Takođe, proširivanje makedonskog carstva dovelo je do raspadanja starogrčkog robovlasničkog društva, ali je ubrzalo širenje grčke kulture. Posle njegove smrti, na istoku se u III veku formiraju, formiraju tri dinastije: 
- Ptolemej
- Antigonida
- Seleukida

Dok ekonomska, vojna i politička matica propada – Helada, helenizam je u ekspanziji. Meša se sa elementima stare kulture Bliskog istoka i menja cilj vaspitanja.
Grčki jezik je postao zvanični jezik na prostorima novog carstva. Sinteza grčke kulture sa kulturom Staroga Istoka u period od III veka pre n. e. do II veka naše ere, u istoriji se označava kao ,,jelinizam”- helenizam.

## Aleksandrija
Aleksandrija, prestonica dinastije Ptolemeja, postala je najvažniji centar jelinističke kulture. Podigao je Aleksandar Makedonski. Grad je imao muzej koji je bio svetski naučni centar. Bio je neka vrsta univerzitetskog centra. U Aleksandriji je postojala najveća biblioteka antičke epohe, sa 700.000 rukopisnih knjiga. Mali gradovi, iako siromašnije opremljeni, predstavljali su centre za širenje jelinizma, zahvaljujući svojim školama i gimnazijama.

## Nauka i obrazovanje
U epohi helenizma razvijale su se mnoge nauke kao što su: matematika, astronomija, mehanika, fizika, medicina, napredovala je istorija, razvijaju se i filozofke nauke.
Vrhuncem obrazovanja smatrane su filozofske škole koje su se pretvorile u više škole: Aristotelov Licej, Platonova Akademija, stvorene su i Zenonova stoička i Epikurova epikurejska škola. U oblasti litarature helenizam je nastojao da obuhvati različite vrste grčke poezije. Ovako snažan razvoj nauke podržavali su i gradovi kao što su: Pergam, Rim, Aleksandrija, Antiohija.

## Kultura
Razdoblje jelinizma imalo je veliku ulogu u očuvanju starogrčke kulture i razvoja pozitivnih nauka. U filozofiji je preovladavala mistika, u književnosti i umetnosti – formalizam. Filozofija se zasnivala na razumu i preispitivanju.

## Škole i cilj vaspitanja
Umesto atinskog ideala vaspitanja, gde se težilo formiranju, duhovnog, fizički i moralno skladne, harmonično formirane ličnosti, helenizam postavlja učenost i znanje kao vrhunski cilj vaspitanja. Nastavlja se raslojavanje ljudi, raste nejednakost, obrazovanje sve više postaje privilegija imućnih.
Škole su bile po ugledu na atinske: škole gramatista, škole kitarista, palestre i gimnazije, dok su efebije vremenom potpuno iščezle. Škole su postale državne i o njima su vodile računa gradske uprave.
Uvode se predmeti: gramatika, dijalektika, retorika, geometrija, aritmetika, astronomija i teorija muzike. Svi ovi predmeti pružali su enciklopedijsko znanje i u srednjem veku bili su poznati pod nazivom ,,sedam slobodnih veština".